# Massimiliano Marsili

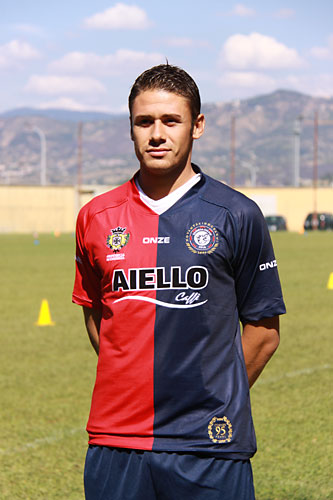
Imagem de Massimiliano Marsili.

Massimiliano Marsili (Roma, 14 de julho de 1987) é um futebolista italiano que joga no Bitonto.
Marsili teve oportunidades de treinar no elenco principal da Roma mesmo quando fazia parte do setor juvenil do time, tendo estreado na Serie A em 10 de abril de 2005 contra a Udinese, num empate por 3-3 na estréia de Bruno Conti como técnico.
Com a camisa da Seleção Italiana, colecionou 11 presenças, entre as categorias sub-18, sub-19 e sub-20. 